# Saint-Laurent-de-Belzagot
Saint-Laurent-de-Belzagot è un comune francese di 382 abitanti situato nel dipartimento della Charente, nella regione della Nuova Aquitania.

## Società

### Evoluzione demografica
Abitanti censiti